# Chmieliszcze (obwód brzeski)
Chmieliszcze (biał. Хмелішча, Chmieliszcza; ros. Хмелище, Chmieliszcze) – wieś na Białorusi, w obwodzie brzeskim, w rejonie małoryckim, w sielsowiecie Ołtusz, przy granicy z Ukrainą.

## Historia
W XIX i w początkach XX w. przysiółek wsi Ołtusz położony w Rosji, w guberni grodzieńskiej, w powiecie brzeskim.
W dwudziestoleciu międzywojennym już samodzielna wieś Chmieliszcze leżała w Polsce, w województwie poleskim, w powiecie brzeskim, w gminie Ołtusz. W 1921 wieś liczyła 85 mieszkańców. Wszyscy mieszkańcy byli Polakami wyznania prawosławnego.
Po II wojnie światowej w granicach Związku Sowieckiego. Od 1991 w niepodległej Białorusi.